# Tabanus nigrifeminibus
Tabanus nigrifeminibus är en tvåvingeart som beskrevs av Austen 1912. Tabanus nigrifeminibus ingår i släktet Tabanus och familjen bromsar. Inga underarter finns listade i Catalogue of Life.